# Вассенар, Ян II ван
Ян II ван Вассенар (нидерл. Jan II van Wassenaer; ок. 1483 — 4 декабря 1523, Леуварден), бургграф Лейденский — военачальник и государственный деятель Священной Римской империи и Габсбургских Нидерландов, прославившийся отчаянной храбростью.
Сын Яна I ван Вассенара, бургграфа Лейдена, и Йоханны ван Халевин.
В 1507 году участвовал в посольстве французского короля в Венецию, затем сражался против венецианцев в составе габсбургских войск в войне Камбрейской лиги. 10 августа 1509 имперские войска осадили Падую. 17 августа состоялся штурм, и Ян ван Вассенар одним из первых поднялся на стену в ходе эскалады, в жестоком бою получил сильный удар в челюсть и свалился с лестницы в крепостной ров, где лежал среди мертвых и умирающих, пока его спутники не услышали стоны, и не извлекли раненого из-под груды тел.
Император Максимилиан I лично посетил Вассенара в лазарете. На упреки в безрассудном поведении голландец ответил, что посчитал своим долгом подать пример собственным людям. Он лишился семи зубов и остался со шрамом, обезобразившим левую сторону лица, за что получил прозвище Jan met de Kaak («Ян с (разбитой) челюстью»).
В 1510 году сражался в войсках датского короля против вольного города Любека, затем принял участие в войне с Гелдерном. В 1511 году победил гелдернцев в Ютфасе, но на Рождество 1512 года потерпел тяжелое поражение. Карл Гелдернский напал на Амстердам и сжег в гавани более трехсот кораблей. Вассенар погнался за ним с отрядом из 800 человек, но был полностью разгромлен и попал в плен. Герцог посадил его в железную клетку, подвешенную на крепостной башне Хаттема. Узника опускали на землю только для приема пищи и воды. Он был освобожден за выкуп в 20 тыс. гульденов в октябре 1514 года, спустя почти два года.
В ноябре 1516 года на капитуле в Брюсселе Карл Габсбург отметил заслуги Яна ван Вассенара, приняв его в рыцари ордена Золотого руна. В том же году он был назначен генерал-капитаном Фрисландии, где в 1515—1523 годах габсбургские войска боролись с повстанцами. В 1516 году Вассенар с войсками прибыл в Харлинген и начал осаду Доккюма.
В 1520 году участвовал в коронации Карла V Римским королем.
В 1523 году подавление восстания вступило в завершающую фазу. 26 июня Вассенар взял Воркюм, а в сентябре вместе с губернатором Фрисландии Георгом Схенком ван Таутенбургом осадил Слотен, последнюю крепость восставших. По легенде, таинственная женщина, одетая в белое, трижды предостерегала генерал-капитана от намерения подобраться к городским стенам, угрожая смертью. Поздно вечером 25 сентября, осматривая вместе с Таутенбургом крепостной ров, Вассенар был ранен выстрелом из аркебузы в руку. Он продолжал командование и 7 ноября овладел крепостью, но через месяц умер от последствий ранения. Последний бургграф Лейденский из рода Вассенаров был погребен с большой пышностью в доминиканской церкви в Гааге.
Портрет Яна ван Вассенара работы Яна Мостарта хранится в Лувре. Измененный вариант этой картины находится в Лакенхале в Лейдене. В замках Дювенворде и Твикел выставлены портреты военачальника в полный рост. На всех картинах он демонстрирует левую сторону лица,  изуродованную шрамами, как знак своей доблести. Хронист Аврелий, автор Великой хроники Голландии, прославляет Вассенара как «воплощение голландских достоинств и свободы и символ голландской знати», хотя тот был габсбургским генералом.

## Семья
Жена (20.07.1511, Гаага): Йоссина ван Эгмонт (1486—?), дочь графа Яна III ван Эгмонта и Магдалены фон Верденберг
Дети:
- Мария ван Вассенар (ум. 1544), бургграфиня или шателен Лейдена. Муж (9.09.1527): граф Жак де Линь (ум. 1552)
- Маргарета ван Вассенар (ум. 24.03.1557). Муж (18.08.1534): Иоганн II фон дер Марк (1500—1552), сеньор фон Люммен и де Серен

бастард:
- Андриес ван Вассенар (1517—1597). Жена: Дигна ван Бракелл